# Veljko Batrović
Veljko Batrović (Kirin Serbia: Вељко Батровић, sinh 5 tháng 3 năm 1994) là một cầu thủ bóng đá Montenegro thi đấu ở vị trí tiền vệ cho câu lạc bộ Bulgarian First League Etar Veliko Tarnovo.

## Sự nghiệp câu lạc bộ
Sinh ra ở Podgorica, con trai của cựu cầu thủ Partizan Zoran Batrović, anh đi qua nhiều hệ thống bóng đá trẻ bao gồm cả đội bóng địa phương FK Bubamara Revita, FK Partizan và FK Mogren trước khi ra mắt chuyên nghiệp cùng với FK Zeta ở Montenegrin First League 2010–11.

### Widzew Łódź
Ngày 28 tháng 1 năm 2012, anh ký bản hợp đồng 3,5 năm với Widzew Łódź ở Ba Lan.
Ngày 8 tháng 4 năm 2013, anh ghi bàn thắng đầu tiên trong sự nghiệp trước Polonia Warsaw.

### Etar
Ngày 17 tháng 1 năm 2018, Batrović gia nhập đội bóng Bulgarian First League Etar Veliko Tarnovo.

## Sự nghiệp quốc tế
Batrović ra mắt cho U-21 Montenegro ngày 10 tháng 9 năm 2013, trong chiến thắng 3–2 trước U-21 România.